# 三厩村
三厩村（みんまやむら）は、青森県東津軽郡の北西、津軽半島の最北端に位置していた村である。2005年（平成17年）3月28日、同郡の蟹田町、平舘村と合併し、外ヶ浜町となったため消滅した。
郷土書などによると、三厩の名称は、義経伝説に由来するとも言われ、東北へと逃れた源義経が岩窟にいた3頭の駿馬を得て北海道へ渡ったという伝説に基づく地名とされている。

## 地理
南の小泊村との境となる山地より流れる増川川と算用師川が、北上して三厩湾に流れ込む。三厩湾に面した三厩港の付近に、村役場がある。鉄道は津軽線と海峡線（津軽海峡線）が通り、このうち津軽線は村に入ってすぐの三厩駅が終点となり、海峡線は青函隧道が村の地下を通っているが、村域内で地上に出ることはない。村内に竜飛海底駅があり、その上に竜飛崎がある。
- 山：中山山脈、増川岳、矢形石山、算用師峠
- 谷：西股谷、南股谷
- 河川：鐇泊川、元宇鉄川、藤島川、算用師川、三厩川、増川川
- 島：帯島、鎖島、ミサゴ島、藤島、鎧島、甲岩

### 隣接していた自治体
- 北津軽郡：小泊村
- 東津軽郡：今別町
- 北海道松前郡：福島町 - 青函隧道内で隣接[注釈 1]。トンネルの上の津軽海峡中央部は公海[2]（但し日本の排他的経済水域[3]）。

## 歴史
- 1888年 - 今別村外六ヶ村（大川平、増川、三厩、宇鉄、浜名、鍋田）の組合を解き、三厩村が独立。
- 1889年4月1日 - 町村制施行により増川村、三厩村、宇鉄村が合併し、三厩村が発足。
- 1958年10月21日 - 津軽線、蟹田・三厩(みうまや）間開通。
- 2004年7月20日 - 合併の枠組みについて住民投票を求める「住民投票を実現する会」が三厩村長の解職を請求する署名簿を提出する。
- 2004年8月6日 - 蟹田町と平舘村の3町村で「東津軽3町村合併協議会」を設置する。（注：左記2町村と三厩村は隣接していない。）
- 2004年8月27日 - 三厩村選挙管理委員会は842人分の署名簿のうち131人分の署名を無効とし、三厩村長の解職請求を退ける。
- 2005年3月28日 - 蟹田町、平舘村との市町村合併により、外ヶ浜町が発足。

## 行政
- 村長 浜谷寿一（2003年から）

## 経済

### 産業

#### 漁業
- 三厩漁港
- 龍飛漁港
- 宇鉄漁港

## 姉妹都市・提携都市

### 国内
- 福島町（北海道）

## 地域

### 教育
- 三厩村立三厩小学校
- 三厩村立三厩中学校

## 交通

### 鉄道路線
- 東日本旅客鉄道（JR東日本）
  - 津軽線：三厩駅
- 北海道旅客鉄道（JR北海道）
  - 海峡線[注釈 2]（津軽海峡線[注釈 3]） - 青函隧道内。
    - 竜飛海底駅 - 外ヶ浜町発足後の2014年3月14日に廃止され[4]、「竜飛定点」となった。

### バス
- 三厩村地域循環バス（三厩〜龍飛）

### 道路
- 国道339号
- 青森県道281号三厩停車場竜飛崎線
- 青森県道286号三厩小泊線
- みちのく松陰道 - 1852年に吉田松陰が津軽海峡の警備状況を検分するために歩いたとされる道[5]。1998年に青森県が整備した[5]。
- 増泊林道

### 船舶
- 三厩港
  - 東日本フェリー 三厩 - 北海道福島町（ただし1998年以降運航休止）

## 名所・旧跡・観光スポット・祭事・催事
- 竜飛崎
  - 国道339号階段国道
- 竜飛崎温泉
- 青函トンネル記念館
- 道の駅みんまや
- 義経寺

## 主な出身者
- 小田貴子（アナウンサー）- テレビ岩手、NHK宇都宮放送局、とちぎテレビ、茨城放送などの番組に出演した